# Катрин Пејн
Катрин Пејн (енгл. Dr Catherine Payne; Монкс Или, Сафок, 1877 — 1918) била је медицинар, доктор, хирург Српског потпорног фонда и Стобарт пољских болница. 

## Каријера и долазак у Србију
Др Катрин Пејн завршава медицинску обуку у Лондској краљевској болници 1907. године. Др Катрин Пејн 1910. године долази у Олдхам на место Senior Resident House Surgeon Олдхам амбуланте, да би у пролеће 1911. прешла као хирург у Oldham Poor Law Union, где остаје све до одласка у Србију 1915. Брод са особљем испловљава 1. априла 1915. са ливерпулске луке да би приспео у Солун, а затим се и као болница са диспанзером, рендгеном и кухињом, формирао 23. априла /1. маја 1915. На такав начин је формирано седам диспанзера у околини Крагујевца. Два доктора су од седам изабрана за фронт, др Катерин Пејн и др Беатрис Коксон, у групи са четири сестре, шесторицом шофера, два преводиоца, и шездесет српских војника који су служили као амбуланти или возачи. При томе су користили шест моторних возила, тридесет волујских и коњских кола, за превоз медицинске опреме, шатора, залиха. До октобра 1915. Стобарт болница је уништена, а особље се са вратило у Лондон. Кренуло је повлачење преко Албаније, др Кетрин Пејн и Др Беатрис су после осам месеци у Србији, бродом до Бриндизија, затим возом од Италије до Париза, стигли у Лондон, 23. децембра 1915. Пољска Стобарт болница је успела да стигне до дестинације без људских губитака.
По повратку у Олдхам Кетрин Пејн даје интервју у коме каже да су у Крајујевац стигли 1. маја формирајући пољску болницу за војнике, затим у Пироту и Нишу.